# Namo Mbaru
Namo Mbaru is een bestuurslaag in het regentschap Deli Serdang van de provincie Noord-Sumatra, Indonesië. Namo Mbaru telt 150 inwoners (volkstelling 2010).